# Параболоїд
Параболо́їд — тип поверхні другого порядку.

## Рівняння

### Типи параболоїдів
Канонічне рівняння параболоїда в декартових координатах:
{\displaystyle ~z=ax^{2}+by^{2}}
- якщо {\displaystyle a} і {\displaystyle b} мають один знак, то параболоїд зветься еліптичним.
- якщо {\displaystyle a} і {\displaystyle b} мають різні знаки, то параболоїд зветься гіперболічним.
- якщо один із коефіцієнтів дорівнює нулю, то параболоїд зветься параболічним циліндром.

### Еліптичний параболоїд

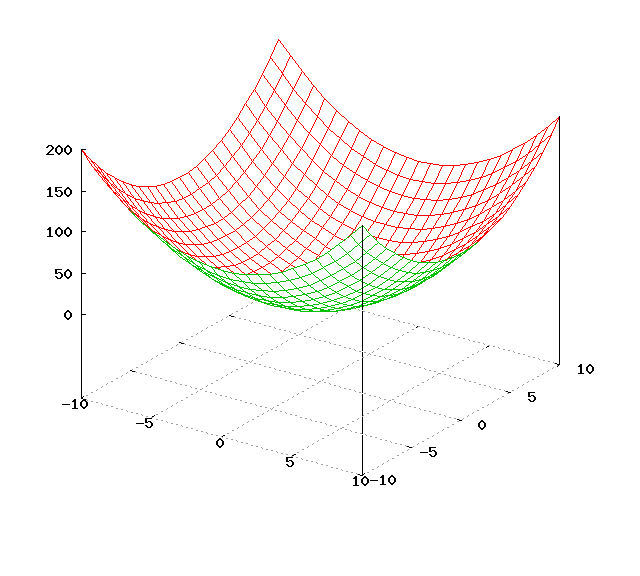
Еліптичний параболоїд

Еліптичний параболоїд виглядає як овальна чашка й може мати точку максимуму або мінімуму. У системі координат з трьома осями {\displaystyle x}, {\displaystyle y} і {\displaystyle z}, еліптичний параболоїд може бути поданий рівнянням
{\displaystyle z={\frac {x^{2}}{a^{2}}}+{\frac {y^{2}}{b^{2}}}.}
де {\displaystyle a} і {\displaystyle b} — константи, що визначають кривизну в площинах {\displaystyle x}-{\displaystyle z} і {\displaystyle y}-{\displaystyle z} відповідно.

### Гіперболічний параболоїд

Гіперболічний параболоїд

Гіперболічний параболоїд (не плутати з гіперболоїдом) — це двічі лінійчата поверхня, що має вигляд сідла. У належній системі координат гіперболічний параболоїд може бути поданий рівнянням
{\displaystyle z={\frac {x^{2}}{a^{2}}}-{\frac {y^{2}}{b^{2}}}.}

## Властивості
Гіперболічний параболоїд — це двічі лінійчата поверхня, тому може бути використана для побудови сідлової поверхні з ліній.
Коли a = b, еліптичний параболоїд перетворюється на параболоїд обертання: поверхню отримано обертанням параболи навколо її осі. Форму параболоїду обертання мають параболічні рефлектори, дзеркала, антенні тарілки тощо. Форма рідини, що обертається в рідинно-дзеркальних телескопах, також є параболоїдом обертання. Параболоїд обертання також називається круговим параболоїдом.

## Кривина
Еліптичний параболоїд, що параметризований як
{\displaystyle {\vec {\sigma }}(u,v)=\left(u,v,{u^{2} \over a^{2}}+{v^{2} \over b^{2}}\right)}
має Ґаусову кривину
{\displaystyle K(u,v)={4 \over a^{2}b^{2}\left(1+{4u^{2} \over a^{4}}+{4v^{2} \over b^{4}}\right)^{2}}}
і середню кривину
{\displaystyle H(u,v)={a^{2}+b^{2}+{4u^{2} \over a^{2}}+{4v^{2} \over b^{2}} \over a^{2}b^{2}\left(1+{4u^{2} \over a^{4}}+{4v^{2} \over b^{4}}\right)^{3/2}}}
обидві з яких є позитивними, мають максимум на початку відліку, стають меншими з рухом точки від початку відліку, прямують асимптотично до нуля, коли точка рухається нескінченно віддалено від початку відліку.
Гіперболічний параболоїд параметризований як
{\displaystyle {\vec {\sigma }}(u,v)=\left(u,v,{u^{2} \over a^{2}}-{v^{2} \over b^{2}}\right)}
має Ґаусову кривину
{\displaystyle K(u,v)={-4 \over a^{2}b^{2}\left(1+{4u^{2} \over a^{4}}+{4v^{2} \over b^{4}}\right)^{2}}}
і середню кривину
{\displaystyle H(u,v)={-a^{2}+b^{2}-{4u^{2} \over a^{2}}+{4v^{2} \over b^{2}} \over a^{2}b^{2}\left(1+{4u^{2} \over a^{4}}+{4v^{2} \over b^{4}}\right)^{3/2}}.}

## Таблиця множення
Якщо гіперболічний параболоїд
{\displaystyle z={x^{2} \over a^{2}}-{y^{2} \over b^{2}}}

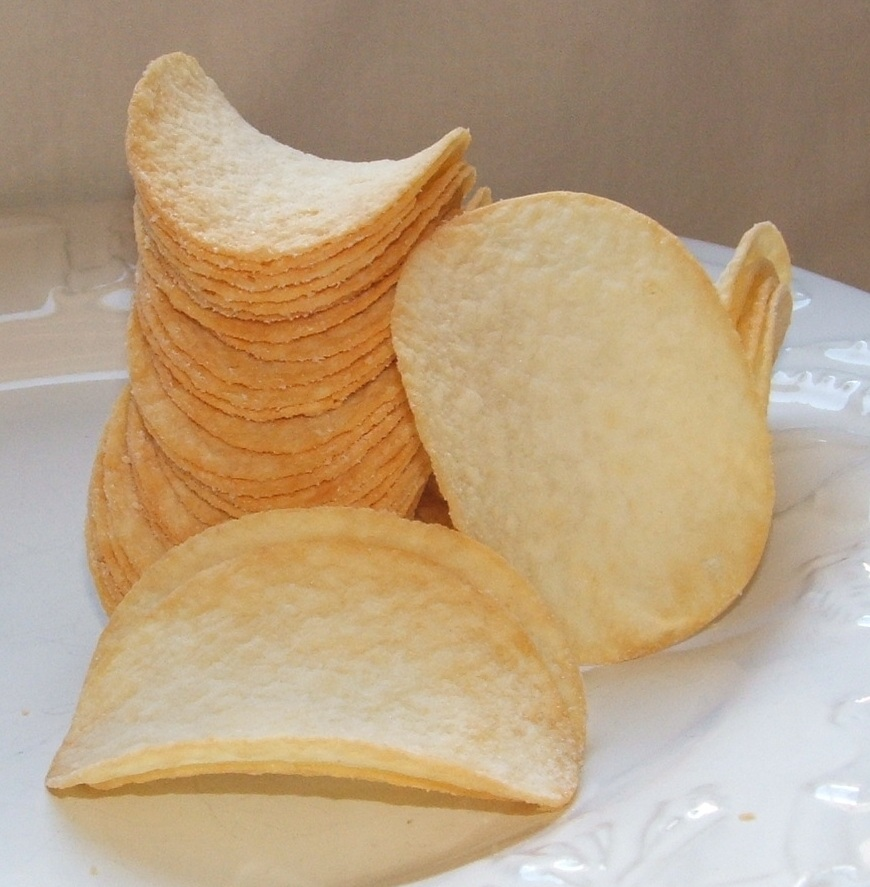
Чипси — це приклад гіперболічного параболоїду

обертається на кут π/4 в напрямку +z (відповідно до правила правої руки, то результатом є поверхня
{\displaystyle z={1 \over 2}(x^{2}+y^{2})\left({1 \over a^{2}}-{1 \over b^{2}}\right)+xy\left({1 \over a^{2}}+{1 \over b^{2}}\right)}
і якщо {\displaystyle \ a=b} тоді вираз спрощується до
{\displaystyle z={2 \over a^{2}}xy}.
Нарешті, прирівнюючи {\displaystyle a={\sqrt {2}}}, можна бачити, що гіперболічний параболоїд
{\displaystyle z={x^{2}-y^{2} \over 2}.}
є конгруентним до поверхні
{\displaystyle \ z=xy}
що може бути геометричною інтерпретацією (тривимірна номограма) таблиці множення.
Дві параболоїдні {\displaystyle \mathbb {R} ^{2}\rightarrow \mathbb {R} } функції
{\displaystyle z_{1}(x,y)={x^{2}-y^{2} \over 2}}
і
{\displaystyle \ z_{2}(x,y)=xy}
є гармонійними кон'югатами, і разом формують аналітичну функцію
{\displaystyle f(z)={1 \over 2}z^{2}=f(x+iy)=z_{1}(x,y)+iz_{2}(x,y)}
яка є аналітичним продовженням {\displaystyle \mathbb {R} \rightarrow \mathbb {R} } parabolic function {\displaystyle \ f(x)={1 \over 2}x^{2}.}

## Параболоїди в природі та техніці

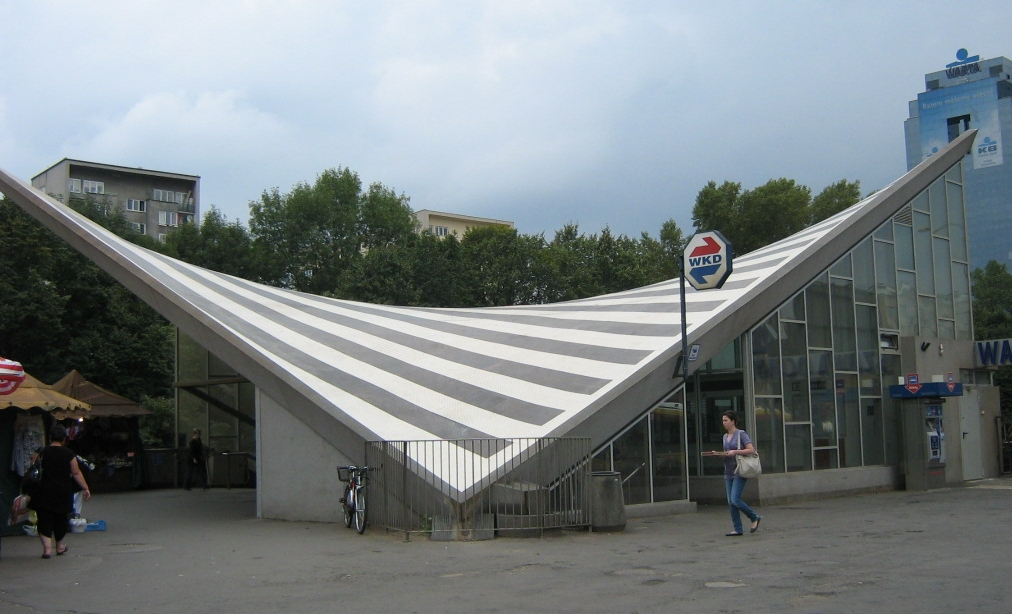
Дах вокзалу в Варшаві має форму гіперболічного параболоїда

Параболоїди обертання мають властивість фокусувати промені, що проходять паралельно головній оптичній осі, в одній точці, ця властивість використовується при розробці антен та телескопів.
Гіперболічний параболоїд утворюється сіткою прямих, що перетинаються, ця властивість використовується в будівництві. Дах кіноконцертного залу «Україна» в Харкові (1958) був виконан у формі седла. Дах кіноконцертного залу «Ювілейний» в Херсоні (1970) також був виконан у формі седла.
Гіперболоїд інженера Гаріна насправді мав форму параболоїда обертання.
Чайник у формі параболоїда обертання швидше закипає і довше зберігає тепло.